# Francisco Ribeiro de Azevedo Macedo
Francisco Ribeiro de Azevedo Macedo (Campo Largo, 5 de julho de 1872 – Curitiba, 11 de maio de 1955) foi um advogado, educador e professor catedrático, escritor e político brasileiro.

## Biografia
Nasceu na Villa do Itaqui, município de Campo Largo, na sexta-feira dia 5 de julho de 1872. Seus pais foram João Ribeiro de Macedo e d. Anna Maria de Azevedo Portugal.
Fez seus primeiros estudos em Curitiba, inclusive os preparatórios, indo para São Paulo estudar na Faculdade de Direito. Bacharelou-se em dezembro de 1893.
Ao retornar para Curitiba foi nomeado Oficial de Gabinete do Presidente de Estado de Vicente Machado.
Revelando uma particular vocação para o ensino, em 1894, com a ajuda de Ermelino de Leão, fundou e dirigiu o Instituto Curitibano. Em dezembro deste mesmo ano nasceu a sua filha, Annette Clotilde Portugal Macedo, que a exemplo do pai, fez história para com a educação do Paraná.
Em 4 de agosto de 1898 foi nomeado Procurador-Geral do Estado pelo então governador José Pereira dos Santos Andrade e permaneceu à frente do Ministério Público até 31 de janeiro de 1900.
Em 1912 fez parte do grupo de políticos e intelectuais, liderados pelo Dr. Nilo Cairo da Silva, que ressuscitaram o velho sonho de Rocha Pombo e fundaram a Universidade do Paraná (futura UFPR). Nesta instituição foi professor catedrático, lecionando Economia Política e Finanças por mais de trinta anos.
Também foi professor na Escola Normal de Curitiba e no Ginásio Paranaense, chegando ao cargo de diretor em ambas as instituições.
Com a ajuda de Herculano de Souza fundou a Sociedade de Socorro aos Necessitados, entidade filantrópica e em 1927, junto com a sua filha Annette, abriram a Escola Maternal desta entidade, sendo a primeira escola maternal do Paraná.
Foi deputado estadual, sendo reeleito em várias legislaturas.
Colaborou com diversos jornais e revistas e publicou os livros: Estudos de Direito, Apontamentos sobre o Ministério Público do Paraná (1900), Código do Ensino (1916), Codificação do Processo Criminal, Cooperativismo, Organização Judiciária do Estado do Paraná (1919), Código do Processo Civil e Comercial, Conquista Pacífica de Guarapuava, Código de Posturas de Curitiba (1918); além de escrever poesias. Assim com a sua filha, foi membro da antiga Academia de Letras do Paraná.
Francisco Ribeiro de Azevedo Macedo faleceu em Curitiba, na quarta-feira dia 11 de maio de 1955, aos 82 anos de 10 meses de idade.
Por sua significativa vida pública e principalmente por suas atividades em prol da educação paranaense, o município de Curitiba prestou-lhe homenagem, em 1957, ao batizar um dos seus logradouros com o nome do ex-deputado estadual e antigo procurador do estado do Paraná; assim sendo, no bairro Santa Quitéria encontramos a Praça Francisco Ribeiro de Azevedo Macedo.
Sua cidade natal, Campo Largo, também batizou uma biblioteca local com o nome do educador.